# Teple, Stanîcino-Luhanske
Teple (în ucraineană Тепле) este localitatea de reședință a comunei Teple din raionul Stanîcino-Luhanske, regiunea Luhansk, Ucraina.

## Demografie
Componența lingvistică a localității Teple
     Rusă (88,7%)
     Ucraineană (10,98%)
     Alte limbi (0,11%)
Conform recensământului din 2001, majoritatea populației localității Teple era vorbitoare de rusă (88,7%), existând în minoritate și vorbitori de ucraineană (10,98%).